# Xylotachina diluta
Xylotachina diluta là một loài ruồi trong họ Tachinidae.